# مينبورن (ألبرتا)
مينبورن (بالإنجليزية: Minburn, Alberta)‏ هي قرية تقع في كندا في ألبرتا. يقدر عدد سكانها بـ 105 نسمة ومساحتها 0.73 كم2 وترتفع عن سطح البحر 635 متر.